# God jul, era rövhål!
God Jul, Era Rövhål! er et kassettebånd af den svenske musiker og komponist Errol Norstedt fra 1996. Denne kassette kunne kun købes gennem Eddie Meduza Fy Fan Club, som var den officielle fanklub, der ledes af Errol Norstedt. Kassetten bestod af en tale med Errol Norstedt og 3 sange fra albummet You Ain't My Friend, sange fra de foregående kassetter og sangene "Napoleon" fra 21 Värsta!!! og "Ge Mig En Pris Snus", som var eksklusiv til denne kassette.
På nogle snack mellem sangene deltager Norstedt kæreste Leila Bergendahl.

## Spor
Alle sange skrevet og komponeret af Errol Norstedt.
| 1. | "Sweet Linda Boogie" | 03:08 |
| 2. | "Runke Ball"         | 03:30 |
| 3. | "Julesång"           | 03:19 |
| 4. | "Ute På Vischan"     | 03:07 |
| 5. | "Napoleon"           | 02:34 |

| 1. | "Don't Turn Around"   | 02:58 |
| 2. | "Oh, Gabrielle"       | 03:16 |
| 3. | "Norska Marchen"      | 01:45 |
| 4. | "Runksynonymer"       | 02:51 |
| 5. | "Bonnatwist"          | 02:39 |
| 6. | "Ge Mig En Pris Snus" | 03:34 |